# Сплавной мост
Сплавно́й мост — пешеходный мост через Исеть в Екатеринбурге. Соединяет улицы Карла Маркса и Радищева.

## История
Появление моста через Исеть, соединившего территорию Хлебного рынка с Крестовоздвиженскую улицей в левобережной части Екатеринбурга, относят к первой четверти XIX века. На более ранних планах города (1743) в этом же месте показан мост, но на планах начала XIX века его уже нет, что позволяет сделать вывод о том, что ранее XIX века мост в этом месте был временным.
Название Сплавной мост получил из-за того, что ниже от него по течению Исеть была судоходной для малых судов. Это место считалось началом сплава грузов по реке. При советской власти мост был реконструирован.
В царское время деревянный мост создавал опасность при наводнениях (например, в 1914 году).
Чуть выше моста по течению в Исеть впадает река Акулинка (ныне заключена в трубу), ниже по течению — Малаховка. Рядом находился кабак «Отрясихинский», упомянутый в рассказе Мамина-Сибиряка «Дедушка Семён Степаныч»:
Мой возница сходил ещё раз в кабак, стоявший на Хлебной площади у Сплавного моста, и окончательно захмелел.
— Доедем как-нибудь… — повторял он икая.
Я всячески торопил его и ужасно был рад, когда мы, наконец, тронулись в путь.

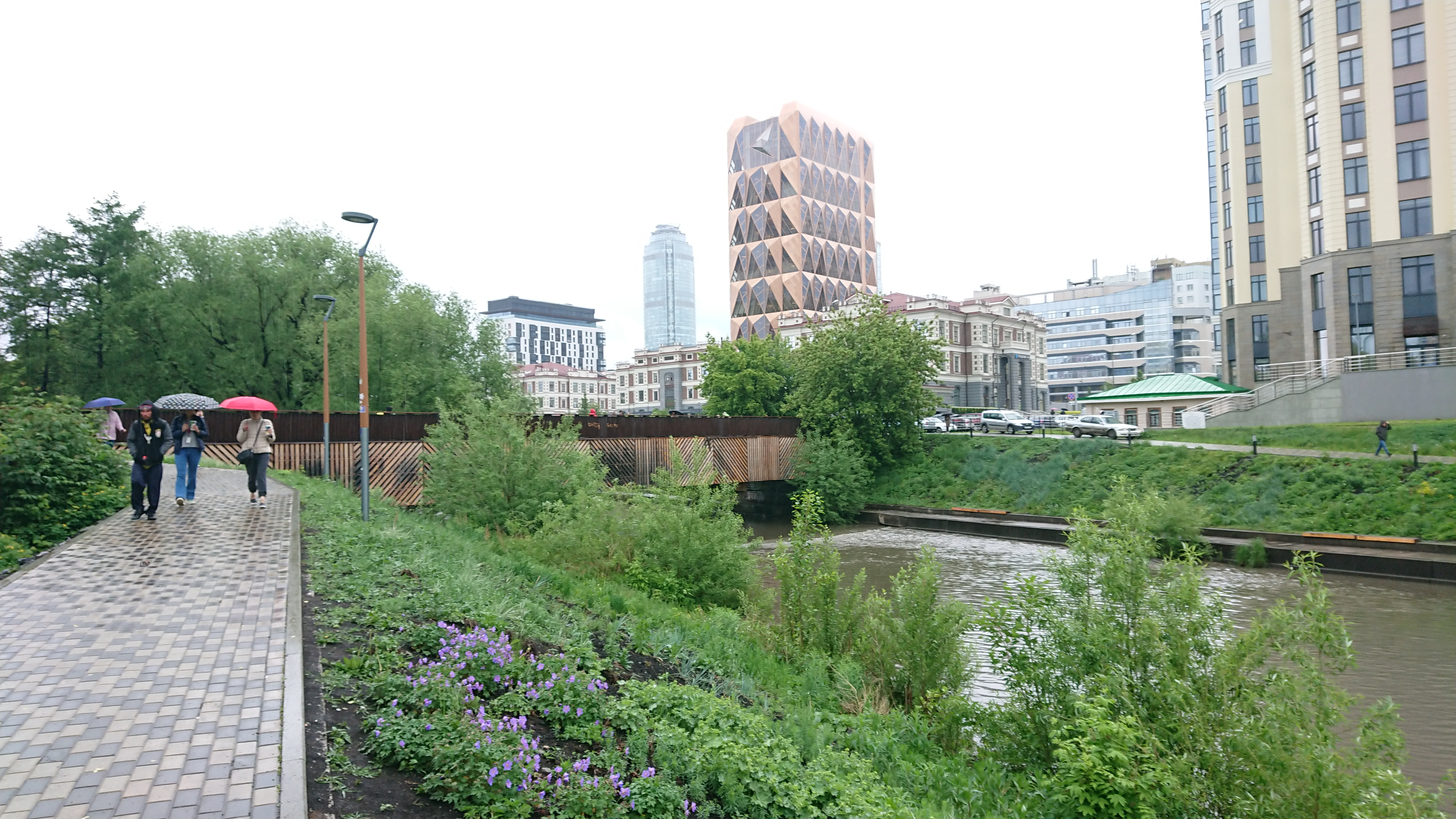
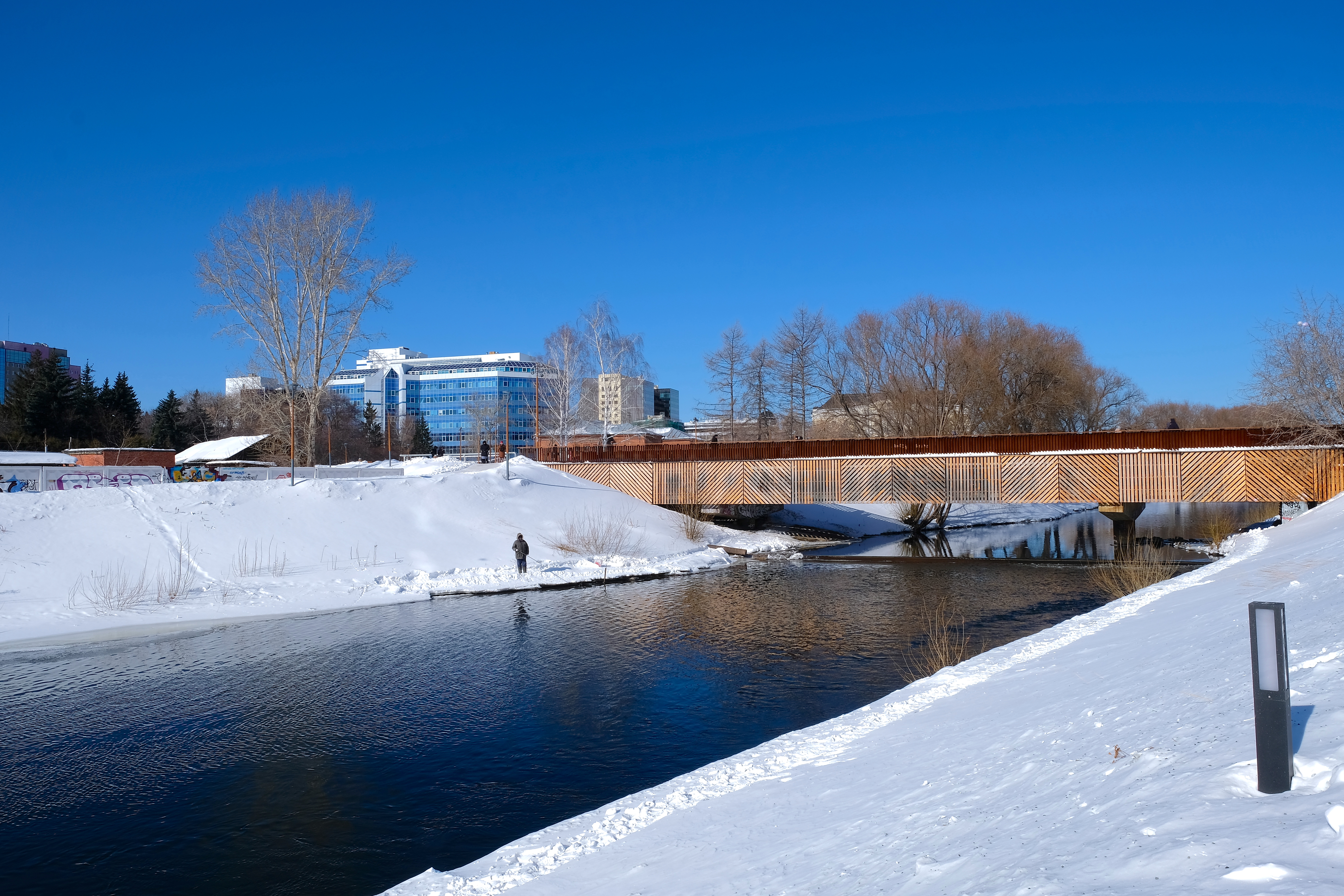
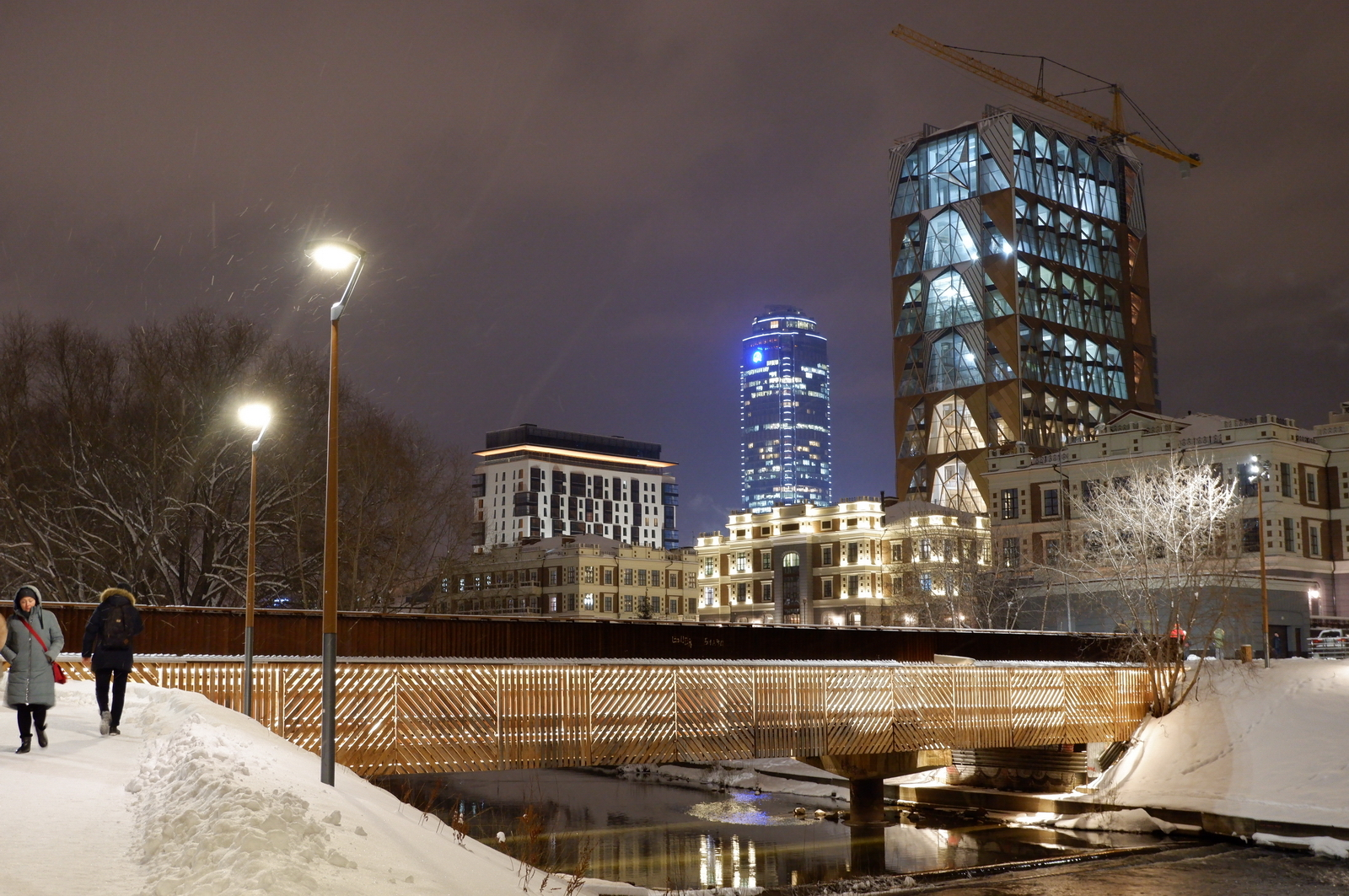
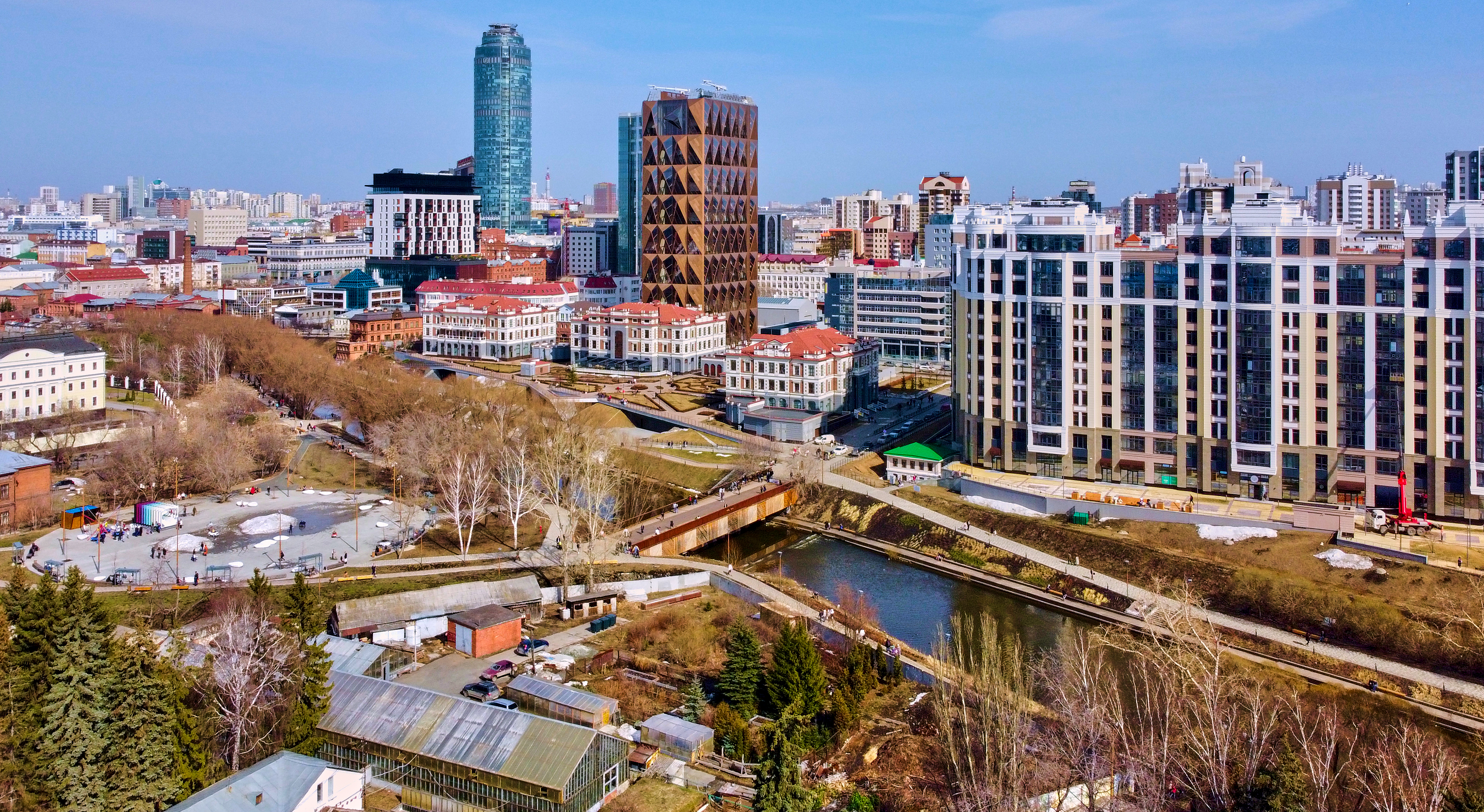